# 爆笑BOOING
『爆笑BOOING』（ばくしょうブーイング）は、1993年4月2日（1日深夜）から1996年3月29日（30日深夜）まで関西テレビで木曜深夜に放送されていた関西ローカルのお笑い番組である。制作は東通企画。
この項目では、1996年4月5日（4日深夜）から9月27日（26日深夜）まで同局で放送されていた後継番組『超爆笑BOOING』についても触れる。

## 概要
毎回若手のお笑い芸人たちが観客たちの前で漫才やコントを披露していた深夜番組で、1991年4月から同年9月まで同局で放送されていた『爆笑GONGSHOW』を前身とする。
審査員でもある観客たちは、ネタの途中で「面白くない」と感じたら「BOOINGカード」と呼ばれる円形のカードを挙げる。カードを挙げた観客が10名に達すると、舞台が暗転してネタは強制的に終了となり、参加芸人は退場させられた。
退場にならずに3分間ネタを続けられれば勝ち抜けとなる。5回連続（『超』では7回連続）で勝ち抜けるとチャンピオンに認定され、グランドチャンピオン大会の出演権と副賞の賞金10万円と賞品を獲得した。グランドチャンピオン大会は、参加芸人に普通にネタを披露させ、最も面白かった芸人に審査員が投票する方式で行われた。優勝者はグランドチャンピオンの栄誉と副賞の賞金30万円を獲得した。
当番組は関西地区以外でも放送されており、関東地区でも独立放送局で放送されていた。観客の反応でネタのオンエアが決まるシステムは、その後全国区のお笑い番組（『爆笑オンエアバトル』など）にも影響を与えた。
番組はその後、1996年春の改編を機に『超爆笑BOOING』へと改題リニューアル。内容はリニューアル前とほぼ同じだったものの、こちらは短期間で終了した。
後述の通り、東京の事務所所属の芸人（いわゆる「ボキャブラ世代」）も多数出演していたが、観客の評価は総じて低いものであった。番組開始当初の観客は東京の芸人のネタをろくに見ようともしなかったため、ご意見番役のキダ・タローが激怒したというエピソードが、堀内健（ネプチューン、出演当時はフローレンス）に語られている。そのような中で、海砂利水魚・相馬ひろみ・ノンキーズ・らんぶるふぃっしゅの4組は東京芸人ながら5週勝ち抜きを達成した。

## 出演者

### 司会
- 遥洋子
- 牧野エミ
- 『超』時代には梅田淳（当時関西テレビアナウンサー）が務めていた。

### BOOINGおじさん（ご意見番）
- キダ・タロー
- 『超』時代には週替わり制になっていた。

### ウオッチマン
- 中村壮快 - BOOINGカードを数えていた人物。『超』時代には電飾で枚数をカウントするシステムに変更されたため、降板。その後は大滝エージェンシーのスタッフをしている。

## 出場した芸人

### 歴代チャンピオン
|      | グランドチャンピオン   | ノミネート（5週勝ち抜きチャンピオン）                          |
| 初代 | 電車道                 | 千原兄弟、T・K・O、矢野・兵動                                  |
| 二代 | 矢野・兵動             | ダックスープ、千原兄弟、のイズ、誉                             |
| 三代 | ジャリズム             | 杉岡みどり、相馬ひろみ、やるじゃねぇかーず、らんぶるふぃっしゅ |
| 四代 | T・K・O メッセンジャー | 海砂利水魚、スミス夫人、ノンキース、誉、ゆんぼー               |
| 五代 | のイズ                 | シェイクダウン、DA-DA、トクトミトコナミ、LaLaLa                |
| 六代 | 誉                     | 海原やすよ・ともこ、スミス夫人、ダックスープ                   |
| 七代 | 2丁拳銃                | アップスタート、シェイクダウン、トクトミトコナミ、中川家、ff   |
| 八代 | プラスチックゴーゴー   | シェイクダウン、DA-DA、トクトミトコナミ、ビリジアン、ゆんぼー  |
| 九代 | 高僧・野々村           | シェイクダウン、中川家、ハッシュドポテト、バツイチ、LaLaLa     |
| 十代 | ハリガネロック         | 悟空、$10、トクトミトコナミ、美濃・長岡                        |

### 4週勝ち抜き
末広五段、幹てつや

### 3週勝ち抜き
-4℃、G★MEN'S、やぶからボー、コッキー、ギャオス、ぷかぽん、原田おさむ

### 2週勝ち抜き
お笑い番長、永里敦、南米パラグアイ、SNOB、ブラザース、友池・中林、T/D、ガブリエル、テンショック

### 1週勝ち抜き
水玉れっぷう隊、武蔵と小次郎、ちゃいまんねんず、ますだおかだ、ぴらにあん、フォークダンスDE成子坂、こおきち、ジュンカッツ、WINNER'S、MANZAI-C、ビーチーズ、UN-JASH、ザ・銀河、プリンプリン、神奈月、COWCOW、おはよう、あっぱれ団、ワンダラーズ、底ぬけAIR-LINE、アメリカ・ザリガニ、マーケン、金魚鉢、バカボンズ、ボルサリーノ、九分九厘、アンタッチャブル、清水玄太

### 勝ち抜けず
なべやかん、オアシズ、腹筋戦艦ヤマト、YOKOHAMA、岩崎直哲、雨空トッポ・ライポ、松口VS小林、ジョーク・アベニュー、カラフルメリィ、X-GUN、まさみ・ひでお、ピーチマロン、政後知加夫、田之上純一、松本ハウス、カンニング、千年王国、フローレンス、むらたひでかつ、クロスカウンター、イヌーズ、くらまてんぐ、ヘーシンク、あ・うんず、あさり・かつお、ツインタワー、ひでしん、みかずき組、ベセベージュ、シンクタンク、U-turn、ジャラキック、ピーピングトム、コントーズ、カルトかると、デッドヒート、パンダ手帖、つつみ、シンドバット、技ありーず、メインディッシュ、アニマル梯団、KKB、ツインカム、きまぐれロボット、高橋・太田、武家諸法度、アウトローズ、UBU、る〜ず、新庄かおり、トレイシーズ、西岡すみこ、リタンガン、ぷりてぃどーる、杏COMMON、サバンナ、FM、お笑いさらだ、五割安、FUKU助、PXM、Natural、くらりん、快優感、こんまつ&せんべい、αルファ、はらへりグー、スタスキー&ハッチ、SAMPLE、爆烈Q、あきたけら、キャラばん、浮世亭いちご・いちえ、いんちき番長、バスチューアップ、大阪コマネチャーズ、くすどー、ビビる、ナメリカ、アリtoキリギリス、オオツカ、たいぞう・半平太、スキヤキ

## エンディングテーマ
- Cause I Love…（近藤ナツコ）
- Space Ship Goes On （NICE MUSIC）
- 勇気がいる（古賀森男）

## スタッフ

### 爆笑BOOING
最終回放送時点
- 構成：相羽秋夫 / 中山市朗
- EED：宮下全弘
- MA：原田健
- 美術：関西テレビアデント 高田貢
- デザイン：嶋田良一
- タイトル：タイトルエイト
- CGタイトル：山本正樹
- スタイリスト：宮武悦子
- メイク：ステージ・シィ―
- 協力：吉本興業／大滝エージェンシー／松竹芸能ほか
- 技術：大阪東通
- ディレクター：池田成男、岡崎雅哉（ともに東通企画）
- プロデューサー：難波秀哉（関西テレビ）、酒巻正幸（東通企画）
- 制作協力：東通企画
- 制作著作：関西テレビ放送

## 放送局
- 関西テレビ（制作局）
- テレビ新広島
- サガテレビ
- 千葉テレビ
- テレビ神奈川 - 1993年から1995年頃まで毎週日曜 22:30 - 23:00に放送。
- 群馬テレビ
- 三重テレビ